# Mark Cairns
Mark Cairns (* 21. Juni 1967) ist ein ehemaliger englischer Squashspieler.

## Karriere
Mark Cairns begann seine Karriere Ende der 1980er-Jahre und gewann im Laufe dieser zwei Titel auf der PSA World Tour. Seine beste Platzierung in der Weltrangliste erreichte er mit Rang zehn im Juli 1995. Zu seinen größten Erfolgen zählt der Gewinn der Weltmeisterschaft im Doppel 1997. Im Endspiel gewann er an der Seite von Chris Walker gegen die Australier Dan Jenson und Craig Rowland. Im selben Jahr gewann er die britischen Meisterschaften im Einzel. Bei den Commonwealth Games 1998 errang er mit Chris Walker im Doppelwettbewerb die Bronzemedaille. Mit der englischen Nationalmannschaft nahm er 1999 an der Weltmeisterschaft teil. Von 1995 bis 1997 wurde er mit ihr außerdem dreimal in Folge Europameister.

## Erfolge
- Weltmeister im Doppel: 1997 (mit Chris Walker)
- Europameister mit der Mannschaft: 3 Titel (1995–1997)
- Gewonnene PSA-Titel: 2
- Commonwealth Games: 1 × Bronze (Doppel 1998)
- Britischer Meister: 1997